# Pierre Huguet (rugby à XV)
Pour les articles homonymes, voir Pierre Huguet et Huguet.

a Compétitions nationales et continentales officielles uniquement.

Dernière mise à jour le 27 juin 2024.
Pierre Huguet, né le 5 novembre 1995 à Châtellerault, est un joueur français de rugby à XV qui évolue au poste de troisième ligne aile.

## Biographie
Pierre Huguet est originaire de la région de Richelieu et est formé au SC Chinon. Il intègre ensuite en 2012 l'US Tours en catégorie Crabos, tout d'abord par l'intermédiaire du club junior de Touraine Plus avant de rejoindre l'équipe première, ; pendant ses années passées à Tours, il est victime d'une grave blessure l'éloignant alors des terrains.
Huguet contacte plus tard le centre de formation de l'US Dax ; il évolue tout d'abord au club en tant qu'espoir lors de la saison 2014-2015. La saison suivante, il entre au centre de formation. Dès sa deuxième saison, il joue sa première feuille de match professionnel sur le terrain de Colomiers Rugby, le 30 octobre 2016,.
Après la relégation du club landais en Fédérale 1, il rejoint l'US Carcassonne à l'intersaison 2018, s'engageant ainsi pour deux saisons, tout d'abord en tant que membre du centre de formation, avec signature d'un contrat professionnel dès la deuxième année. Alors qu'il est l'un des titulaires fréquents du club audois,, Huguet signe en février 2020 un pré-contrat de deux années avec le Castres olympique, formation de Top 14 ; ce dernier ne sera finalement pas honoré, il reste dans l'effectif carcassonnais pour la saison 2020-2021.
Il paraphe un pré-contrat avec l'Aviron bayonnais en novembre 2021, contacté par Grégory Patat ; le club basque obtient entre-temps sa place en Top 14 pour la saison 2022-2023. Après huit saisons en Pro D2, Huguet dispute ainsi ses premières rencontres de Top 14.
En fin de contrat à l'issue de la saison 2023-2024 et non prolongé, Huguet signe un pré-contrat de trois années avec le Stade français Paris.